# Ilūkste
Ilūkste (deutsch Illuxt) ist eine Stadt im Südosten Lettlands an der Grenze zu Litauen. Im Jahre 2022 zählte Ilūkste 2.122 Einwohner.

## Geschichte
Der Ort bildete sich im 16. Jahrhundert an einem Kreuzungspunkt von Handelsstraßen. 1559 wird Illuxt erstmals in einem Schriftstück erwähnt. Illuxt gehörte zum semgallischen Anteil des Herzogtums Kurland und Semgallen. Bereits 1596 bestand hier eine Lateinschule. In der zweiten Hälfte des 17. Jahrhunderts siedelten sich in Illuxt auch Altgläubige an.
Als das Herzogtum Kurland und Semgallen 1795 an das Russische Kaiserreich fiel, wurde der Ort 1798 Sitz der Hauptmannschaft, d. h. Kreiszentrum (lett.: Ilūkstes apriņķis). Infolge des Baus der Landstraße von St. Petersburg nach Warschau (1875 vollendet) sowie der Bahnstrecke von Tilsit nach Daugavpils (1873), die beide durch Ilūkste führen, erfuhr Ilūkste einen wirtschaftlichen Aufschwung. 1897 zählte Ilūkste 3652 Einwohner, darunter 1355 Polen, 847 Russen, 842 Juden, 360 Letten, 134 Deutsche und 99 Litauer. 1910 befand sich in Illūkste ein Institut für russische Lehrer, das später nach Jaroslawl verlegt wurde. 1917 erhielt Illūkste Stadtrechte.
2003 schlossen sich die Stadt Ilūkste sowie die Gemeinden Pilskalne, Šēdere und Bebrene zusammen. 2009 kamen auch Subate, Dviete und Eglaine hinzu. Auf 648 Hektar waren 9062 Einwohner gemeldet (Stand 2010). Der Bezirk Ilūkste (Ilūkstes novads) ging 2021 im Bezirk Augšdaugava auf.

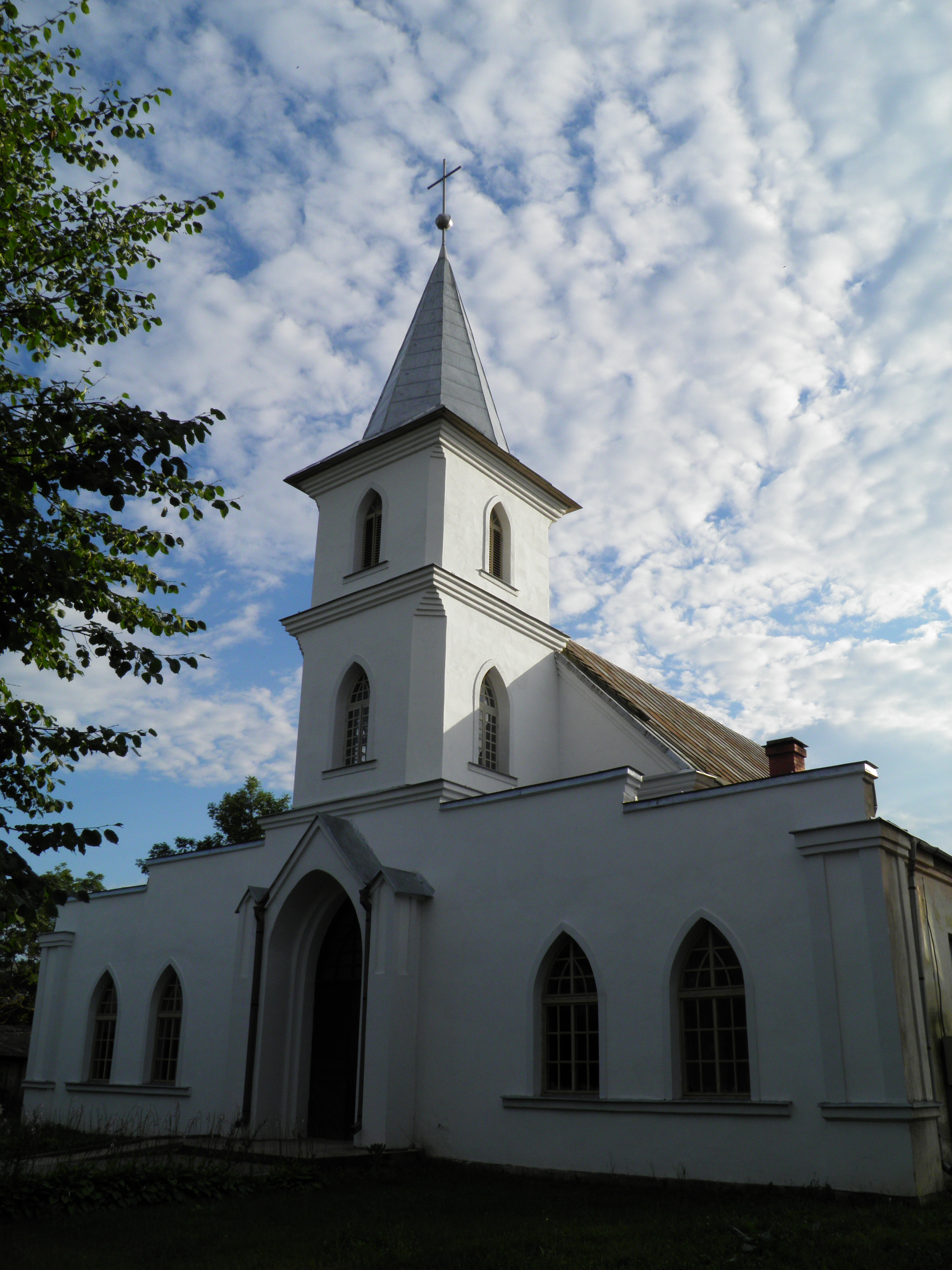
Lutherische Kirche Ilūkste, von 1861 bis 1865 erbaut
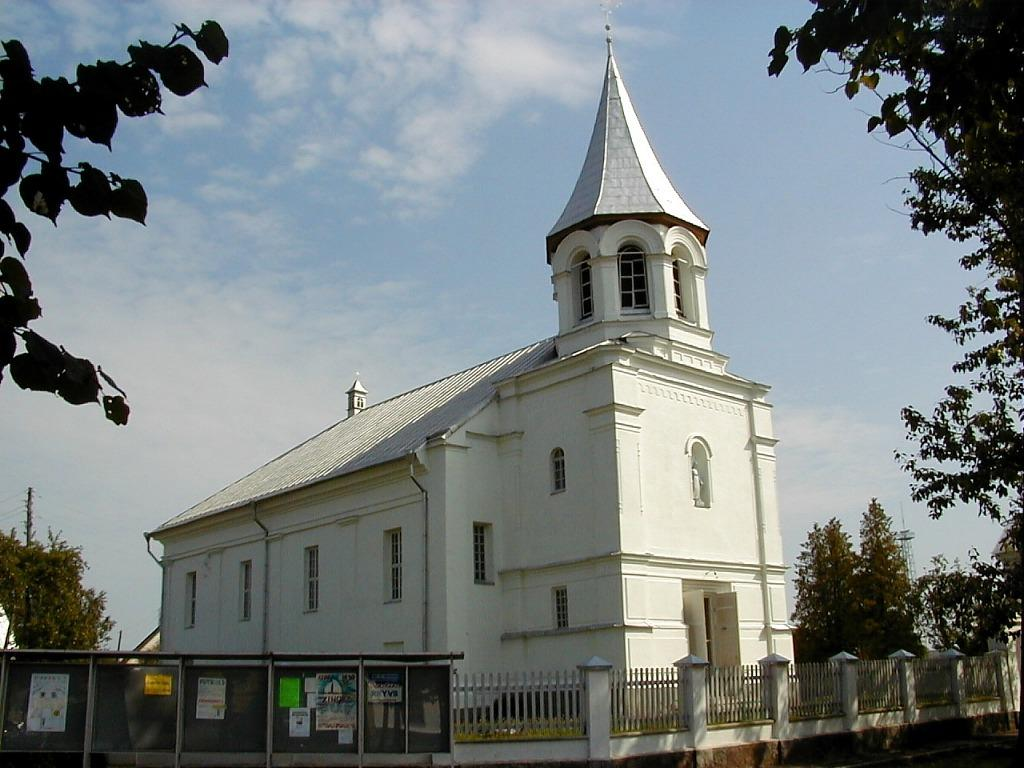
Katholische Kirche Ilūkste, 1806 erbaut
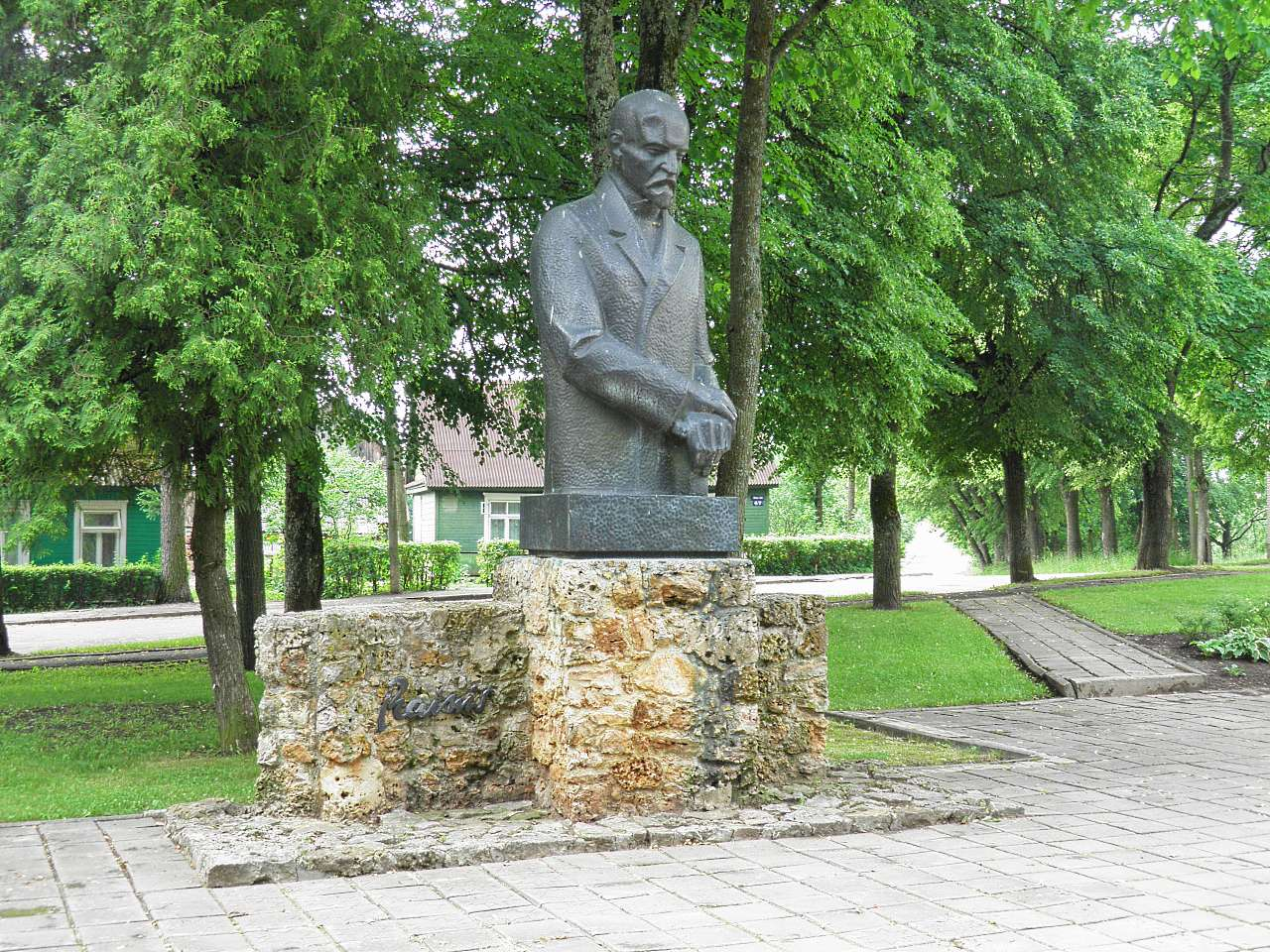
Rainisdenkmal in Ilūkste

## Söhne und Töchter
- Andis Dilāns (* 1970), Generalmajor
- Ritus Krjauklis (* 1986), Fußballspieler
- Jan Purwiński (1934–2021), ukrainischer Geistlicher und römisch-katholischer Bischof von Kiew-Schytomyr
- Andris Vaņins (* 1980), Fußballtorwart
- Sandra Voitāne (* 1999), Fußballspielerin